# Delta (Utah)
Delta é uma cidade localizada no estado norte-americano de Utah, no Condado de Millard.

## Demografia
Segundo o censo norte-americano de 2000, a sua população era de 3209 habitantes.
Em 2006, foi estimada uma população de 3125, um decréscimo de 84 (-2.6%).

## Geografia
De acordo com o United States Census Bureau tem uma área de
8,2 km², dos quais 8,2 km² cobertos por terra e 0,0 km² cobertos por água. Delta localiza-se a aproximadamente 1414 m acima do nível do mar.

## Localidades na vizinhança
O diagrama seguinte representa as localidades num raio de 36 km ao redor de Delta.